# Dąbrówka (Pobłocie)
Dąbrówka – część wsi Pobłocie w Polsce, położona w województwie pomorskim, w powiecie wejherowskim, w gminie Linia. 
W latach 1975–1998 Dąbrówka należała administracyjnie do województwa gdańskiego.